# Інститут демографії та соціальних досліджень імені М. В. Птухи НАН України
Інститут демографії та соціальних досліджень імені М. В. Птухи НАН України — науково-дослідна установа у складі Відділення економіки НАН України, що займається науковими дослідженнями у галузі демографії та соціоекономіки.
Інститут створено у 2002 році академіками Сергієм Пирожковим, який очолював інститут у 2003—2007 роках, та Еллою Лібановою, яка очолює інститут з 2007 року.
Заклад є спадкоємцем Демографічного інституту ВУАН, який працював в 1918—1938 роках.
З 2009 року інститут носить ім'я видатного українського статистика і демографа, засновника Демографічного інституту ВУАН Михайла Васильовича Птухи.

## Напрями наукових досліджень
- Людський розвиток в Україні: прояви, ризики, напрями впливу
- Соціальні трансформації українського суспільства
- Соціально-демографічні процеси: циклічність та диференціація
- Соціально-демографічне моделювання та прогнозування

## Структура
- Відділ досліджень людського розвитку
- Відділ досліджень ризиків у сфері зайнятості населення
- Відділ моделювання соціально-економічних процесів і структур
- Відділ досліджень якості життя населення
- Відділ проблем формування соціального капіталу
- Відділ досліджень демографічних процесів та демографічної політики
  - Сектор міграційних досліджень
- Відділ демографічного моделювання та прогнозування
- Науково-організаційний відділ
- Планово-економічний відділ

## Історія
Історія демографічних досліджень на території України нерозривно пов'язана з діяльністю Демографічного інституту ВУАН, створеного в 1918 році колективом талановитих вчених на чолі з Михайлом Васильовичем Птухою. Проте у 1938 році цей інститут був ліквідований, а його працівники заарештовані, засуджені та вислані в Сибір за звинуваченнями політичного характеру.
Наприкінці XX століття провідні українські вчені-демографи Стешенко Валентина Сергіївна, Пирожков Сергій Іванович та Лібанова Елла Марленівна виступали з пропозиціями щодо відновлення цієї інституції.
Інститут демографії та соціальних досліджень створено у 2002 році. Він став правонаступником Демографічного інституту ВУАН. У 2003 році в інституті працювало 42 співробітники, у тому числі 17 науковців. Очолив інститут Сергій Пирожков.
Завданнями новоствореного інститут були:
- проведення комплексних фундаментальних досліджень причин і наслідків демографічної кризи, розроблення соціально-демографічних прогнозів;
- участь у формуванні та оцінці ефективності державної соціальної політики, спрямованої на підвищення рівня життя населення, подолання бідності та становлення середнього класу;
- наукове обґрунтування реформування системи соціального захисту населення шляхом впорядкування надання пільг та допомоги.

З 2007 року інститут очолює Елла Лібанова.
У 2009 році з метою увічнення пам'яті видатного вченого-демографа, засновника та першого директора Демографічного інституту Михайла Васильовича Птухи Інституту демографії та соціальних досліджень присвоєно його ім'я.
Головними завданнями інституту є фундаментальні і прикладні дослідження соціально-економічного та демографічного розвитку країни та її регіонів, здійснення науково обґрунтованих прогнозів соціально-демографічного розвитку, розробка концептуальних засад державної соціально-економічної та демографічної політики, спрямованої на забезпечення пріоритетності людського розвитку, розробка пропозицій і рекомендацій органам державної влади та місцевого самоврядування, підготовка наукових кадрів.
Нині в інституті налічується 114 працівників, у тому числі 85 науковців, з них 11 докторів і 45 кандидатів наук.
Інститут є співзасновником наукових журналів «Український соціум» та «Демографія та соціальна економіка».